# Warren (Pensylwania)
Warren – miasto w Stanach Zjednoczonych, w stanie Pensylwania, w hrabstwie Warren. 
Miasto zostało założone w 1795. Burmistrzem miasta jest Maurice J. Cashman.